# Siluan Ciornei
Siluan Ciornei (ucraineană Силуан (Чорней), n. Aurel Stepanovici Ciornei; n. 5 septembrie 1980, Ostrița, Adâncata, RSS Ucraineană, URSS) este un cleric ortodox ucrainean de origine română, care îndeplinește în prezent funcția de episcop de Herța, vicar al Episcopiei de Cernăuți (sub Patriarhia Moscovei).

## Biografie
Născut în Ostrița, în Bucovina de Nord, a intrat în monahism la data de 27 octombrie 2000. În 2001 a fost hirotonit ierodiacon și în 2008 ieromonah. În 2012 a fost ridicat la rangul de arhimandrit. 
La data de 17 august 2020 a fost ales episcop de Herța, ceremonia fiind oficiată de mitropolitul Onufrie Berezovski (originar tot din nordul Bucovinei).